# Ялта (Волновахский район)
Ялта (укр. Ялта) — село на Украине, находится в Волновахском районе Донецкой области.
Код КОАТУУ — 1421282408. Население по переписи 2001 года составляет 143 человека. Почтовый индекс — 85520. Телефонный код — 6243.

## История
Донецкой ОВА 27 марта 2025 года объявлена обязательная эвакуация села из-за ситуации с безопасностью.
25 июня 2025 года, в ходе боёв на новопавловском направлении, ВС РФ оккупировали село.
17 июля 2025 года, ВСУ освободили село.

## Местная власть
85520, Донецкая область, Волновахский район, с. Комар, ул. Егорова, 19, 97-6-75